# Territorial Force War Medal
La Territorial Force War Medal est une médaille commémorative du Royaume-Uni qui était attribuée aux officiers et soldats de la Territorial Force et de la Territorial Force Nursing Service pour leur service outre-mer lors de la Première Guerre mondiale. C'est la plus rarement attribuée des médailles commémoratives britannique de la Première Guerre mondiale.

## Historique et modalités d'attribution
La médaille a été instituée en avril 1920 pour récompenser les membres de la Territorial Force et de la Territorial Force Nursing Service qui ont été volontaire pour servir outre-mer avant le 30 septembre 1914 et ont effectivement servi hors du Royaume-Uni entre le 5 août 1914 et le 11 novembre 1918].
33 944 Territorial Force War Medals ont été  accordées, dont 227 à des infirmières du Territorial Force Nursing Service, seules femmes à avoir reçu cette décoration.